# Balázs (keresztnév)
A Balázs az ismeretlen eredetű latin Blasio családnévből származó férfinév. Női párja: Blazsena.
A nevet sokan a görög Bazileosz névvel azonosították, melynek szó szerinti jelentése: királyi. Ezzel szemben a név valójában az ókori Rómából ered, a híres és előkelő Cornelius nemzetség egyik ága a Blasio névvel különböztette meg magát a család többi ágától. A Blasio (és így a Balázs) név eredete, jelentése máig megfejtetlen maradt. Más források a Blasius jelentését két szóból vezetik le: az előtagban a blandus (nyájas) vagy a belasius, bel (öltözék), az utótagban a syros (kicsi) rejlik.

## Gyakorisága
A Balázs gyakori név volt a 16-17. században, az első tíz legnépszerűbb név között volt. A következő században a kedveltsége csökkent, a 19. században és a 20. század elején csak 1-2 ezrelékben fordul elő. 1967-ben is csak 218-an kapták ezt a nevet, de a 80-as években újra népszerű lett, és a 11. leggyakoribb férfinévvé vált.
Az 1990-es években igen gyakori név volt, a 2000-es években a 3-8. leggyakoribb férfinév.

## Névnapok
- február 3.[2]

### Névnapi szokások

#### Magyarországon
Szent Balázs a legenda szerint egy özvegyasszony halszálkától fuldokló fiát mentette meg a fulladástól egy tömlöcben, ahová őt is vetették. Az asszony hálából ételt és egy szál gyertyát vitt neki. Ebből a történetből alakult ki később a balázsolás néven ismertté vált szertartás, melynek keretében Szent Balázs emléknapján, február 3-án a pap két gyertyát keresztbe téve a gyermek vagy felnőtt álla alatt kéri a szent segítségét és oltalmát a torokgyík, illetve egyéb torokbajok ellen.
A 16. századtól kezdve az alma megáldását is ezen a napon végezték, mert a néphit szerint az alma orvosság a torokfájásra.
Az iskolások ünnepe volt a Balázs-járás. Ezen a napon az diákok házról házra jártak és élelmet, alamizsnát gyűjtöttek maguknak és a tanítónak, valamint hívták a még otthon lévő gyerekeket az iskolába, ezért is nevezték őket Balázs vitézeinek. Nyitra megyében az adománygyűjtés közben verset mondtak, majd ezt követte a Balázs-tánc, és ezután egy gyerek egy versike kíséretében előadta, mekkora adományra gondoltak. Más vidékeken a gyerekek az adomány fejében azt kérték, hogy a torokfájás és a torokgyík ne bántsa a gyerekeket.
A Balázs-naphoz disznótor is kapcsolódott, ilyenkor került asztalra a Balázs-bor, amit ezen a napon szenteltek meg, de a bor mellett megszentelték a vizet, a kenyeret és a gyümölcsöt is. Az ezen a napon szentelt vizet, az aqua Sancti Blasii-t használták betegség és állatvész idején.
A szőlősgazdák ennek a napnak a hajnalán szőlőjük négy sarkán lemetszettek egy-egy vesszőt és bejárták vele a birtokukat, hogy távol tartsák a madarakat.

#### Külföldön
Angliában ez a nap a szövés és fonás határnapja. Balázs napjára a szövést be kellett fejezni és a fonást csak másnap lehetett elkezdeni. Ha valaki megszegte ezt a szokást, akkor Szent Balázs megköti a böjti szeleket.
A franciák szerint az ezen a napon uralkodó szélirány lesz egész évben a jellemző.

## Idegen nyelvi változatai
- Blaise (francia)
- Błażej (lengyel)
- Blažej (cseh)
- Blasius (német)
- Biagio (olasz)
- Blaise (angol)
- Blas (spanyol)
- Балаж (szerb)

## Híres Balázsok
- Aradi Balázs színész
- Szent Balázs örmény származású katolikus püspök, vértanú (3–4. század)
- Biagio Antonacci olasz énekes
- Blase Joseph Cupich bíboros, chicagói érsek
- Blaise Matuidi francia labdarúgó
- Blaise Pascal matematikus, fizikus, filozófus
- Blás Riveros paraguayi labdarúgó
- Beliczai Balázs előadóművész, humorista
- Boda Balázs festőművész
- Bölkény Balázs magyar színész
- Bruckmann Balázs színész, lemezlovas
- Bús Balázs politikus
- Déri Balázs egyetemi tanár, költő, latinista
- Diószegi Balázs festőművész
- Dzsudzsák Balázs labdarúgó
- Hajdú Balázs humorista
- Horváth Balázs politikus, az Antall-kormány első belügyminisztere
- Kiss Balázs kalapácsvető olimpiai bajnok
- Kovalik Balázs rendező
- Magyar Balázs hadvezér
- Medveczky Balázs magyar színész, zenész
- Mezei Balázs magyar vallásfilozófus
- Nagy Balázs birkózó, magyar bajnok
- Nagy-Laczkó Balázs író, régész
- Németh Balázs motorversenyző
- Orbán Balázs báró, szabadságharcos, történész, szociográfus
- Pataki Balázs humorista
- Sebestyén Balázs műsorvezető
- Simonyi Balázs magyar színész
- Szántó Balázs magyar színész
- Szappanos Balázs, irodalomtörténész
- Szokolay Balázs zongoraművész, tanár
- Szuhay Balázs színművész, parodista, kabarészerző
- Vellner Balázs zenész, dobos
- Kelemen Balázs magyar bokszoló, a WBF nemzetközi bajnoka
- Taróczy Balázs nemzetközi szintű teniszező, edző, sportvezető, szakkommentátor
- Tóth Balázs a Videoton FC labdarúgója
- Tóth Balázs a Budapest Honvéd FC labdarúgója

## Egyéb Balázsok

### Vezetéknévként
A Balázs személynévből és becézéseiből számos magyar vezetéknév alakult ki: Balassa, Balassi, Balcsó, Balczó, Baló, Bazsó, Bacsó, Balcsa, Balics, Balka, Balkai, Balló, Balsa, Balsai, de eredeti formájában is gyakran fordul elő.

### Földrajzi névben
- Balázs, Balázsfa, Balázsfalva, Balázstelke, Szentbalázs, Zalaszentbalázs települések

#### Az irodalomban
- Hűbele Balázs Arany László A délibábok hőse című verses regényének fő alakja
- József Attila Altató című versének címzettje. A verset Ottó Ferenc zeneszerző rendelte meg unokaöccse, Gellért Balázs születése után.[3]
- Babits Mihály Balázsolás című versében a beteg költő Szent Balázst hívja segítségül, hogy gyógyítsa meg a gégerákból.

#### Szólások
A közmondásokban és szólásokban szereplő Balázsok általában rossz tulajdonsággal bírnak:
- (Hű!) bele (neki) Balázs, lovat ád (az) Isten: akkor mondják, ha egy dolognak mindenképpen mennie kell, de így hívják az elhamarkodottan cselekvő embert és a túlzó derűlátást is csúfolták ezzel a szólással.[3]
- Beszélj vele, Balázs a neve vagy Adósa Balázsnak: olyankor mondták, ha valaki hiába beszélt valakinek, mert az úgy viselkedett, mintha féleszű lenne.[3]
- Eltalálta, mint Balázs pap a vecsernyét: olyan ember, aki nem arról beszél, amiről szó van[3]
- Úgy becsüli, mint Balázs a gatyáját: olyan emberre mondták, aki valamivel gyalázatosan bánik[3]
- Jókor jő, mint Balázs pap a vecsernyére: az elkésőre mondták[3]

### Közszavak
- balázsló: egy zöld szitakötőféle neve
- balázsol: egy néhány vidéken ismert, nem túl kellemes pajkos játékot jelent, amikor a legények két bot közé teszik egy társuk fejét, majd arculütik vagy megcsavarják az orrát.[3]